# Vier Dagen van Gent

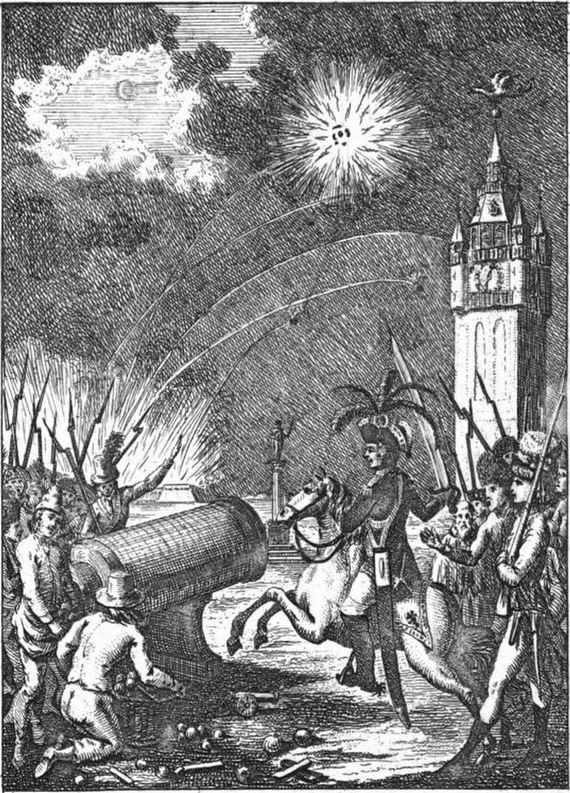
Prent waarop de overwinning van de patriotten is uitgebeeld, met het Belfort en Dulle Griet als Gentse symbolen.

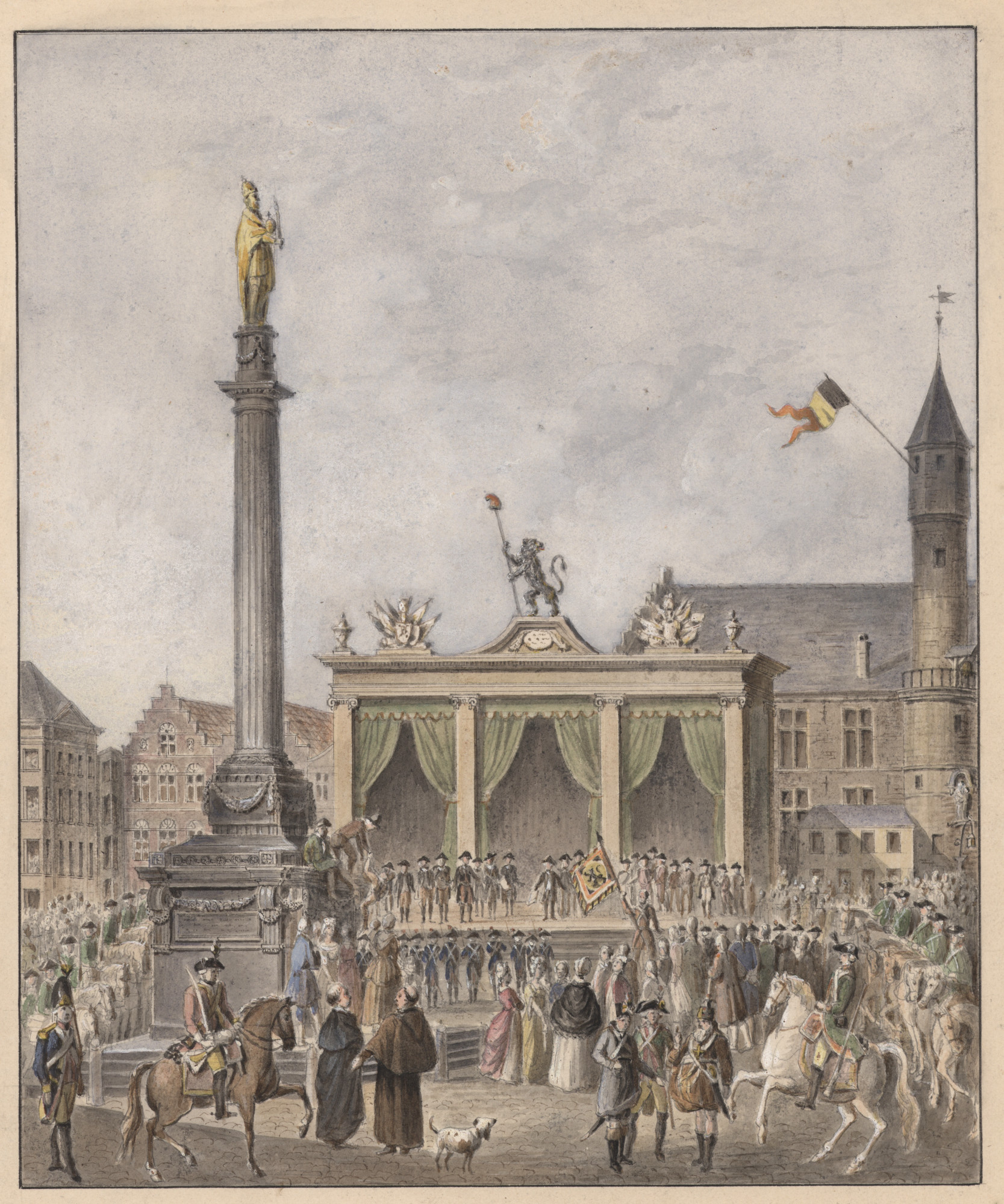
Aquarel van de uitroeping van de Vlaamse onafhankelijkheid in Gent op 4 januari 1790. De driekleur wijst reeds vooruit naar de toetreding tot de confederale Verenigde Nederlandse Staten een week later door het Tractaet van Vereeninge.

Van 13 tot 16 november 1789 werd het leger van de Oostenrijkse Nederlanden uit de stad Gent verjaagd tijdens de Vier Dagen van Gent. Het was een doorbraak in de Brabantse Omwenteling: het nemen van een eerste grote stad bezorgde de patriotten een boost en luidde de desintegratie van het gezag van keizer Jozef II in. Nauwelijks twee weken later stelde het Tractaet van Vereeninge de onafhankelijke republiek der Verenigde Nederlandse Staten in het vooruitzicht.

## Achtergrond
Gent was geen bolwerk van patriottische activiteit. Daarom had militair gouverneur Richard d'Alton het nuttig geacht zijn troepen in de Kempen en rond Luik te concentreren en slechts een garnizoen van 300 man in Gent te laten (twee compagnies van het regiment-Vierset). Naar zijn verwachting zou het Comité van Breda, dat zijn patriottenlegertje na het succes bij Turnhout weer had teruggetrokken, zich opnieuw op Brabant richten. Jan Frans Vonck, die er steeds voorstander van was geweest te beginnen met een aanval op Vlaanderen, wist dit plan nu door te drukken, zeker nadat notaris Jan Baptist Cammaert de grens was overgetrokken om de informatie over het kleine Gentse garnizoen te bevestigen. Op 4 november rukte majoor Philippe Devaux vanuit Roosendaal met een 800 soldaten op naar het Land van Waas. Nadat hij niet zonder moeilijkheden bij Fort Frederik-Hendrik Berendrecht (ontmanteld in 1785) de Schelde was overgestoken en vervoegd was door 200 patriotten uit het kamp van Hulst, nestelde hij zich op 9 november in Sint-Niklaas. De bevolking reageerde eerder afwachtend. De Wase vrijwilligers die zich aansloten waren met minder dan verhoopt, maar d'Alton had het in zijn rechtvaardiging achteraf toch over een 500. De opstandelingen zetten zich in beweging en pikten in het Kasteel van Hingene enkele kleine kanonnen op, beloofd door de hertogin d'Ursel. Ondertussen kwam de Oostenrijkse reactie traag op gang. D'Alton was pas op 8 november verwittigd en had in allerijl versterking gestuurd onder Gontreuil en Schröder, maar door getreuzel gingen nog drie kostbare dagen verloren en konden ze de weg naar Gent niet meer afsnijden. Daarop stuurde d'Alton ook een regiment (± 2.400 infanteristen) geleid door Arberg naar Gent, waar het garnizoen bovendien versterkt werd met 600 man die vanuit Aalst waren opgerukt onder kolonel Jacques-Henri de Lunden. Slechts Lunden arriveerde tijdig, zodat Gent werd verdedigd door ongeveer 900 man toen de patriotten op vrijdag 13 november voor de poorten van de stad verschenen.

## Verloop
Devaux liet een aanval uitvoeren op de Brugse Poort en op de Saspoort. Vaststellend dat een handvol poortwachters grote verwarring zaaide onder zijn onervaren troepen, hield hij het gewoonweg voor bekeken. Hij wendde de teugel en verdween richting Nederland, vergezeld van Louis de Ligne, zijn staf en de acht dragonders die het leger rijk was. De patriotten lieten zich niet uit het veld slaan en gingen door onder het bevel van kapitein Jean-Baptiste Davaine. Ze namen de Brugse Poort, met wat moeite ook de Saspoort, en trokken naar de Kouter. Daar botsten ze op de stellingen die Lunden had uitgezet op strategische punten in de stad (Madoubrug, Ketelbrug, Muinkbrug, Heuvelpoort en Kortrijkse Poort). Zijn hoofdmacht was ondergebracht in de Sint-Pietersabdij en ook het Spanjaardenkasteel had een kleine bezetting. De patriotten deden de keizerlijken wijken tot ver voorbij de Madoubrug en Ketelbrug. Toen de avond viel, begon het plunderen. Hoofdzakelijk de keizerlijke troepen lieten zich van hun slechtste kant zien en roofden, verkrachtten en moordden erop los. De patriotten keerden zich tegen de huizen van gezagsgetrouwe notabelen. Ze hadden nu de volle steun van de Gentenaars, die volledige straten opbraken om de keizerlijken met kasseien te kunnen bestoken. De Oostenrijkse versterkingen die in de loop van de nacht en de ochtend arriveerden, waren hierover geïnformeerd en beslisten daarop langs de Antwerpse Poort het Spanjaardenkasteel binnen te trekken. Turnhout had hen geleerd voorzichtig te zijn met stadsgevechten.
Op zaterdag 14 november liet Arberg de stad beschieten vanuit het Spanjaardenkasteel, dat nu verdedigd werd door verschillende duizenden soldaten. Her en der ontstond brand. Vanuit de Kattenbergkazerne probeerde Lunden met enkele kanonschoten zijn benarde positie duidelijk te maken, maar ze gingen verloren in het geraas. Een detachement van honderd soldaten dat hij uitstuurde, werd onderschept en onschadelijk gemaakt. Bij valavond volgden nieuwe plunderpogingen vanuit het Spanjaardenkasteel, doch de verdediging stond paraat en dreef hen terug. De volgende dag begon met een nieuwe beschieting, gevolgd door een keizerlijke uitval rond de middag. Schröder, geprikkeld door zijn blamage in Turnhout, vocht in de voorste rangen. Na een kwartier trof een knaap hem in het been met een grote nagel afgevuurd uit een soort donderbus, waarna hij de aftocht liet blazen. Tegen de avond gaf het stadsbestuur de patriotten toestemming om wapens en munitie uit de stadsmagazijnen te nemen. Ook kwam kapitein Alison met 400 strijders uit Kortrijk en een viertal kanonnen de rangen versterken.
Met hernieuwde moed openden de patriotten op 16 november de aanval op de kazerne waar Lunden, geplaagd door voedseltekort, verschanst zat. Ze staken een magazijn in brand en bestookten de kazerne met het Kortrijkse geschut. Weldra verscheen de kolonel aan het raam met een witte vlag om de kazerne over te geven. Zijn manschappen werden behoed voor de volkswoede en opgesloten in kloosters. Vervolgens stuurde het bevrijdingscomité een boodschap naar het Spanjaardenkasteel dat de beschietingen moesten stoppen wilde men het leven van Lunden en zijn officieren bewaren. De dreiging had effect. Meer zelfs, in de nacht van 16 op 17 november verlieten de keizerlijken discreet hun citadel. Groot was de verbazing van de patriotten toen ze bij het ochtendgloren de aftocht vaststelden. In weerwil van Arbergs bevel had zijn achterhoede de voorraden van de citadel niet in brand gestoken, wellicht uit vrees in handen van de opstandelingen te vallen. Dat werd overigens het lot van verschillende soldaten die op de mars naar Brussel deserteerden en door de boerenbevolking werden opgebracht naar Gent. In de stad waren vele tientallen huizen uitgebrand of beschadigd. 79 Gentenaars waren om het leven gekomen, waarvan een minderheid ongewapende burgers.

## Nasleep
Dankzij de verovering van Gent koos heel het graafschap Vlaanderen in enkele dagen de kant van de patriotten. De keizerlijke troepen, geplaagd door desertie, gaven Brussel bijna zonder slag of stoot prijs. In enkele weken tijd werden ze teruggedrongen voorbij het prinsbisdom Luik naar de vesting Luxemburg. De Staten van Vlaanderen kwamen bijeen in het Stadhuis van Gent en riepen op 22 november 1789 de Vlaamse onafhankelijkheid uit. Deze werd op 4 januari 1790 plechtig afgekondigd door voorlezing van het Manifest van de Provincie Vlaanderen op de Vrijdagmarkt. Ondertussen was ook beslist tot een confederatie met de opstandige provincies, wat op 11 januari gestalte kreeg in het Tractaet van Vereeninge.
De keizer was niet geamuseerd. Na het verlies van Gent liet hij Schröder op non-actief zetten en dwong hij Arberg tot ontslag. Kort nadien belandde Jozef II op zijn sterfbed en zei hij aan prins Charles de Ligne dat het door de opstand kwam:
Votre pays m'a tué: Gand pris a été mon agonie; et Bruxelles abandonnée, ma mort. (Uw land heeft mij gedood: Gent werd mijn verdriet; en het opgeven van Brussel, mijn dood.
Na Jozefs dood maakte generaal Bender eenvoudig een einde aan het eerste Belgische onafhankelijkheidsavontuur en begon de Eerste Oostenrijkse Restauratie.

## Voetnoten
1. 1 2  Gérard, Pierre Auguste Florent (1845). Ferdinand Rapédius de Berg, conseiller au conseil privé de Sa Majesté Impériale et Royale Apostolique: mémoires et documents pour servir à l'histoire de la Révolution brabançonne, Volume 2. Imprimerie de Demanet, Brussel, 392–394. Geraadpleegd op 14 november 2019.

1539–40: Opstand tegen Karel V · 
1576: Beleg van het Spanjaardenkasteel · 
1583–4: Beleg door Farnese (Parma) · 
1708: Beleg door Marlborough · 
1789: Vier Dagen van Gent
1839: Katoenoproer